# The Spanish Parrot Girl
Pour plus de détails, voir Fiche technique et Distribution.
The Spanish Parrot Girl est un film muet américain réalisé par Lem B. Parker et sorti en 1913.

## Fiche technique
- Réalisation : Lem B. Parker
- Scénario : Maibelle Haikes Justice
- Date de sortie : États-Unis : 6 mars 1913

## Distribution
- Harold Lockwood : Richard Avery
- Eugenie Besserer : Mrs Avery
- Al Ernest Garcia : José Raneros
- George Hernandez : Pedro Hernandez
- Henry Otto : le Père Diaz
- Amy Trask : Lola Hernandez